# Rieber (Unternehmen)
Die Rieber GmbH & Co. KG ist ein deutsches Unternehmen mit Hauptsitz in Reutlingen.

## Entwicklung
Zusammen  mit einem Partner gründete der in Neckartenzlingen geborene Heinrich Rieber 1925 in Reutlingen (Betzingen) eine Bau- & Möbelschreinerei mit Bauglaserei. Einige Jahre später stellte die Firma Spülschränke mit emailliertem Einsatzbecken in Serienfertigung her. 1936 wurden erste erfolgreiche Versuche mit rostfreiem Stahl von Krupp durchgeführt. 1950 wurden die ersten Spülen aus rostfreiem Edelstahl ausgeliefert, die sich zu einem Exportschlager entwickelten. Rieber begann, spezielle Küchenausstattungen für Krankenhäuser, Hotels, Labors und Großküchen zu fertigen. 1980 lieferte die Firma Cafeterien für die Olympischen Spiele in Moskau. Heute ist Rieber mit Firmenvertretungen in vielen Ländern vertreten. Jährlich werden rund 6.000 Tonnen Edelstahl verarbeitet.